# Coloni C3
Coloni C3 – samochód Formuły 1 zespołu Coloni, zaprojektowany przez Christiana Vanderpleyna i uczestniczący w niej w sezonach 1989–1990.
W przeciwieństwie do poprzednika (FC188B) model C3 był całkowicie nowym modelem, zaprojektowanym przez byłego pracownika AGS, Christiana Vanderpleyna. Mimo tego, że samochód mógł uchodzić za udany, nie był testowany. W związku z tym zespół często nie mógł znaleźć odpowiednich ustawień na Grand Prix, więc samochód zazwyczaj nie był w stanie zakwalifikować się do wyścigu.
W 1991 roku zespół rozwinął model C3 do wersji "B". Wersja ta nie posiadała airboxa (w przeciwieństwie do wersji "A"), mając za to szerokie i długie boczne wloty powietrza, a ważyła prawie 150 kg więcej od rywali. Był to samochód bardzo trudny do prowadzenia. Coloni podpisało umowę z firmą Subaru, która zobowiązała się do sponsoringu, spłacenia długów i dostarczenia silników za darmo. Silniki te były jednak nieudane - nie licząc silników Life, produkowały najmniej mocy ze wszystkich silników w sezonie 1991 - około 500 KM. Takim samochodem Bertrand Gachot nie zakwalifikował się do żadnego wyścigu. W czerwcu Subaru wycofało się z Formuły 1. Przed Grand Prix Niemiec zespół podpisał umowę z firmą Cosworth na dostarczanie silników, zdecydował się również na zastosowanie wersji C3C; był to model C3 ze zmianami w aerodynamice, który był szybszy od C3B, ale mimo to niezdolny do wystartowania w żadnym wyścigu.
W 1991 roku startował model C4, będący rozwinięciem modelu C3.

## Wyniki
| Legenda oznaczeń w tabelach wyników Wyświetl szablon na nowej stronie | Legenda oznaczeń w tabelach wyników Wyświetl szablon na nowej stronie                                                                     |
| Oznaczenie                                                            | Wyjaśnienie |
| --------------------------------------------------------------------- | --- |
| Złoty                                                                 | Zwycięzca lub mistrzostwo |
| Srebrny                                                               | 2. miejsce lub wicemistrzostwo |
| Brązowy                                                               | 3. miejsce lub II wicemistrzostwo |
| Zielony                                                               | Ukończył, punktował (w klasyfikacji generalnej, gdy zdobył co najmniej jeden punkt na przestrzeni sezonu, poza trzema powyższymi opcjami) |
| Niebieski                                                             | Ukończył, nie punktował (w klasyfikacji generalnej, gdy nie zdobył co najmniej jednego punktu na przestrzeni sezonu)                      |
| Czerwony                                                              | Nie zakwalifikował się (NZ) |
| Czerwony                                                              | Nie prekwalifikował się (NPK) |
| Różowy                                                                | Nie ukończył (NU) |
| Różowy                                                                | Niesklasyfikowany (NS) (w klasyfikacji generalnej, gdy nie został sklasyfikowany w żadnym wyścigu sezonu)                                 |
| Czarny                                                                | Zdyskwalifikowany (DK) |
| Czarny                                                                | Wykluczony (WYK/EX) |
| Biały                                                                 | Nie wystartował (NW) |
| Biały                                                                 | Kontuzjowany (K/INJ) |
| Biały                                                                 | Wyścig odwołany (OD/C) |
| Bez koloru                                                            | Został wycofany (WYC/WD) |
| Bez koloru                                                            | Nie przybył (NP/DNA) |
| Bez koloru                                                            | Nie brał udziału w treningach (NT/DNP) |
| Bez koloru                                                            | Nie został zgłoszony (–) |
| Pogrubienie                                                           | Start z pole position |
| Kursywa                                                               | Najszybsze okrążenie wyścigu |
| †                                                                     | Nie ukończył, ale jego rezultat został zaliczony ze względu na przejechanie więcej niż 90% dystansu wyścigu.                              |
| *                                                                     | Sezon w trakcie |
| 1/2/3                                                                 | Punktowana pozycja w sprincie kwalifikacyjnym                                                                                             |
| Lista systemów punktacji Formuły 1                                    | |

| Sezon | Zespół | Silnik      | Opony | Kierowcy              | 1   | 2   | 3   | 4   | 5   | 6   | 7   | 8   | 9   | 10  | 11  | 12  | 13  | 14  | 15  | 16  | Pkt. | Msc. |
| ----- | ------ | ----------- | ----- | --------------------- | --- | --- | --- | --- | --- | --- | --- | --- | --- | --- | --- | --- | --- | --- | --- | --- | ---- | ---- |
| 1989  | Coloni | Ford        | P     |                       | BRA | SMR | MCO | MEX | USA | CAN | FRA | GBR | DEU | HUN | AUT | ITA | POR | ESP | JPN | AUS | 0    | –    |
| 1989  | Coloni | Ford        | P     | Roberto Moreno        |     |     |     |     |     | NU  | NZ  | NU  | NPK | NPK | NPK | DK  | NU  | NPK | NPK | NPK | 0    | –    |
| 1989  | Coloni | Ford        | P     | Pierre-Henri Raphanel |     |     |     |     |     | NPK | NPK | NPK | NPK |     |     |     |     |     |     |     | 0    | –    |
| 1989  | Coloni | Ford        | P     | Enrico Bertaggia      |     |     |     |     |     |     |     |     |     |     | NPK | NPK | NPK | NPK | NPK | NPK | 0    | –    |
| 1990  | Coloni | Subaru Ford | G     |                       | USA | BRA | SMR | MCO | CND | MEX | FRA | GBR | DEU | HUN | BEL | ITA | POR | ESP | JPN | AUS | 0    | –    |
| 1990  | Coloni | Subaru Ford | G     | Bertrand Gachot       | NPK | NPK | NPK | NPK | NPK | NPK | NPK | NPK | NPK | NPK | NZ  | NZ  | NZ  | NZ  | NZ  | NZ  | 0    | –    |